# Odprto prvenstvo ZDA 1969
Odprto prvenstvo ZDA 1969 je teniški turnir za Grand Slam, ki je med 28. avgustom in 9. septembrom 1969 potekal v New Yorku.

## Moški posamično
Rod Laver :  Tony Roche 7-9 6-1 6-3 6-2

## Ženske posamično
Margaret Smith Court :  Nancy Richey 6-2 6-2

## Moške dvojice
Ken Rosewall /  Fred Stolle :  Charles Pasarell /  Dennis Ralston 2-6 7-5 13-11 6-3

## Ženske  dvojice
Françoise Dürr /  Darlene Hard :  Margaret Smith Court /  Virginia Wade 0-6 6-4 6-4 

## Mešane dvojice
Marty Riessen /  Margaret Smith Court :  Dennis Ralston /  Françoise Dürr 7-5 6-3